# Ясмундское сражение
Ясмундское сражение или Сражение у Борнхольма (швед. Slaget mellan Bornholm och Rügen) — морское сражение датско-шведской войны 1675—1679 годов между датско-голландским и шведским флотами, состоявшееся 25—26 мая 1676 года.

## Перед сражением
В кампанию 1676 года шведский флот был готов к походу в море в конце апреля. Часть же датского флота под командованием Нильса Юэля была готова значительно раньше. Уже в конце марта Юэль вышел в море с 8 линейными кораблями, 5 фрегатами и несколькими мелкими судами, стараясь нарушить морское сообщение Швеции с материком. Согласно полученным инструкциям, он должен был избегать боя с более сильным противником и беречь корабли. Прочие датские корабли спешно приводились в боевую готовность.
Несмотря на полное господство датского флота в Зунде, было решено ждать прибытия голландского флота, который, однако, пришёл значительно позже, чем предполагалось.
В середине апреля Юэль получил приказание овладеть Готландом, что он и исполнил. Оттуда он 4 мая отплыл к Борнхольму, где соединился с голландской эскадрой под командованием шаутбенахта ван Альмонда и 4 датскими кораблями под начальством адмирала Йенсена Родстена. Таким образом, состав датской эскадры увеличился до 26 вымпелов. Она начала крейсирование между Сконе и Рюгеном.
19 мая Лоренц Крёйц вышел из шхер, чтобы немедленно вступить в бой с датчанами.

## Ход сражения
25 мая Нильс Юэль увидел шведов в 10 милях к северо-востоку от полуострова Ясмунд на Рюгене. В составе шведского флота входило 32 военных судна, 8 купеческих и 11 транспортных кораблей, а также 8 брандеров. На их борту находилось в общей сложности 11 тысяч человек. 1-й эскадрой (авангардом) командовал сам Крёйц, 2-й (центром) — адмирал Уггла, 3-й (арьергардом) — адмирал Юхан Бер.
Юэль шёл на юг в сомкнутой кильватерной колонне, ветер был восточным. Крёйц приближался, идя несколько более южным курсом. После безуспешных попыток занять наветренное положение эскадра Юэля около 9 часов утра повернула на северо-восток. Она находилась теперь на траверсе Ясмунда, в 4 милях от него.
Из-за нескольких сигналов, неправильно понятых многими кораблями шведов, шведский флот пришёл в замешательство. Крейц хотел повернуть последовательно в каждом отряде, но манёвр не был предусмотрен в сигнальной книге, поэтому необходимо было набрать целый ряд отдельных сигналов, которые в своей совокупности были различно поняты младшими флагманами. Это привело к значительному беспорядку в боевой линии. Шведам мешал также сильно засвежевший ветер, из-за которого пришлось задраить нижние батареи.
Во время этого манёвра Юэлю удалось отрезать 6-7 задних кораблей неприятеля, однако наступившая ночь не позволила ему развить успех.
Ночью флоты разошлись, но в 6 часов утра при зюйд-зюйд-осте бой возобновился. Шведские эскадры отделились друг от друга. Кроме того, от своих эскадр оторвались и некоторые корабли и шли отдельно от них. Порядок постепенно восстановился во время лавирования. Шведские корабли оставались всё время на ветре. Решительного боя на ближней дистанции они не приняли. Юэль тщетно пытался приблизиться к шведам с подветренной стороны. Стрельба начиналась лишь тогда, когда флоты сближались на контргалсах.
Несколько шведских кораблей получили повреждения, но, несмотря на то, что их снесло под ветер, они не попали в руки датчан. Крёйц, увидев, что датский брандер находится в опасной близости к кораблю, на котором был его сын, бросился на помощь. Все корабли, согласно инструкции, повернули, следуя движениям адмирала, из-за чего в их рядах произошёл беспорядок.
Юэль в 3 часа прекратил попытки сблизиться с противником. Он спустился под ветер и лёг курсом на запад, преследуемый эскадрами Крёйца и Угглы. У Фальстербу он встал на якорь, Крёйц же, опасаясь мелей, не осмелился более преследовать врага и ушёл к Треллеборгу.
Потери противников не превышали полсотни людей с каждой стороны. Шведы потеряли один корабль. Особо серьёзных повреждений корабли не понесли.